# Dacia Nova
Dacia Nova — п'ятидверний ліфтбек B Класу, що вироблявся румунською компанією Dacia з 1995 по 2000 роки.                                                                                                                                                                                                             

## Опис моделі

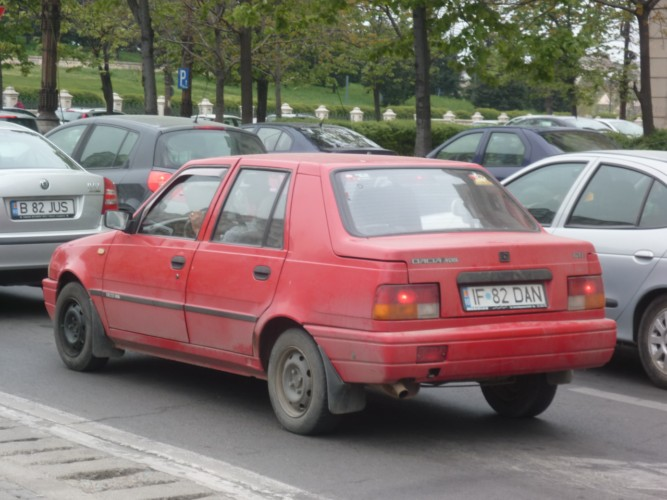
Dacia Nova

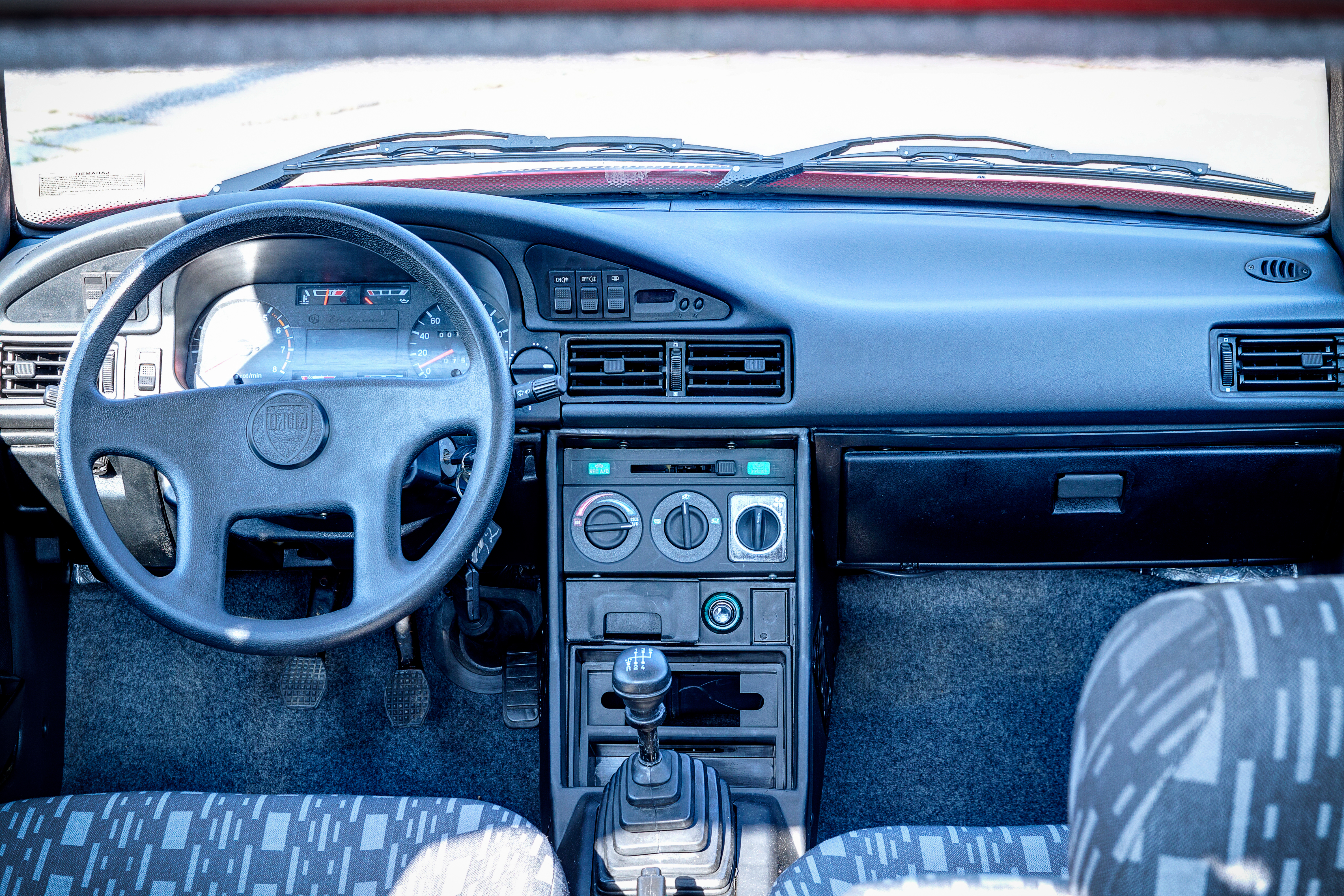

Повномасштабне виробництво Dacia Nova розпочалося в 1995 році в Румунії в передмісті Пітешті. 
У 2000 році виробництво Dacia Nova припинили, замінивши її новою моделлю моделлю Dacia SupeRNova.